# دهستان پشت پر
پشت پر، دهستانی است از توابع بخش جویم شهرستان لارستان در استان فارس ایران.

## جمعیت
براساس سرشماری سال ۱۳۹۹جمعیت آن ۸۰ نفر (۲۰خانوار) بوده‌است.